# Bernd Fischer (Diplomat)
Bernd Fischer (* 27. Mai 1950 in Kaiserslautern) ist ein deutscher Diplomat im Ruhestand.

## Biografie
Nach dem Abitur leistete Fischer von 1969 bis 1971 seinen Wehrdienst bei der Bundeswehr als Soldat auf Zeit und wurde später zum Oberleutnant der Reserve befördert. Anschließend studierte er zwischen 1971 und 1976 Geographie und Anglistik an der Ruprecht-Karls-Universität Heidelberg und absolvierte als Fulbright-Stipendiat von 1973 bis 1974 einen Auslandsaufenthalt an der University of Arizona. Nach einer anschließenden Tätigkeit als Wissenschaftliche Hilfskraft von 1974 bis 1975 legte er 1976 die Lehramtsprüfung für Gymnasien ab. Im Anschluss absolvierte er mit einem Stipendium des Deutschen Akademischen Austauschdienstes einen Studienaufenthalt an der London School of Economics and Political Science und war danach zwischen 1977 und 1978 Studienreferendar.
1978 trat Fischer in den Diplomatischen Dienst der Bundesrepublik Deutschland ein. Nach Beendigung seiner Attachéausbildung 1980 fand er zunächst Verwendung an der Botschaft in Japan und war dann von 1983 bis 1985 Mitarbeiter für Humanitäre Hilfe für Afrika in der Zentrale des Auswärtigen Amtes in Bonn. Während dieser Zeit promovierte er 1984 zum Dr. phil. an der Ruprecht-Karls-Universität Heidelberg.
Im Anschluss war Fischer zwischen 1985 und 1988 Referent für Abrüstung und Internationale Sicherheit an der Ständigen Vertretung bei den Vereinten Nationen in New York City, bevor er Verwendung bei der deutschen Delegation bei der Konferenz über Sicherheit und Zusammenarbeit in Europa (KSZE) in Wien fand. Nach seiner Rückkehr nach Deutschland war er von 1989 bis 1993 Leiter des Büros für Auswärtige Beziehungen der CDU/CSU-Bundestagsfraktion. Anschließend war er Chef des Protokolls und Leiter der Abteilung Ausland in der Senatskanzlei des Landes Berlin.
1998 kehrte er in die Zentrale des Bundesaußenministeriums zurück und war dort bis 2001 Referatsleiter für Auslandsschulen, Jugend und Sport (Referat 605). Anschließend wurde er Gesandter und Leiter der Wirtschaftsabteilung an der Botschaft in den Vereinigten Staaten von Amerika, ehe er von 2005 bis 2008 Gesandter und Ständiger Vertreter des Botschafters in Japan war. Nach einer Tätigkeit von April bis Juli 2008 als Gesandter und Geschäftsträger ad interim an der Botschaft in Kroatien fand er zwischen Juli 2008 und Februar 2009 erneut Verwendung in der Zentrale des Auswärtigen Amtes.
Von 2009 bis 2012 war Fischer als Nachfolger des verstorbenen Hans Jochen Peters der deutsche Botschafter in Kroatien. Von Juli 2012 bis Juni 2015 war er Generalkonsul am Generalkonsulat Los Angeles, USA. Seit Februar 2018 ist Fischer Präsident der Deutsch-Japanischen Gesellschaft Berlin.
Fischer ist verheiratet und hat zwei Kinder.

## Schriften
- Als Herausgeber: Zwischen Wilhelmstraße und Bellevue. 500 Jahre Diplomatie in Berlin. Henschel Verlag, Berlin 1998, ISBN 3-89487-312-4.